# N6-Isopentenyladenin
N6-Isopentenyladenin ist eine heterocyclische organische Verbindung mit einem Puringrundgerüst. Es ist ein Derivat der Nukleinbase Adenin, welches an der Aminogruppe mit einer Isopentenylgruppe alkyliert ist. Es kommt als Bestandteil des Nukleosids N6-Isopentenyladenosin (i6A) in der RNA vor. Strukturell ist es verwandt mit Zeatin und gehört zur Gruppe der Cytokinine.